# Petra Blazek
Petra Blazek (* 15. Juni 1987 in Mödling, Österreich) ist eine ehemalige österreichische Handballspielerin, die dem Kader der österreichischen Nationalmannschaft angehörte.

## Karriere

### Im Verein
Blazek spielte ab dem Jahr 1994 in der Jugendabteilung vom österreichischen Verein Hypo Niederösterreich. Nachdem die Torhüterin für die 2. Mannschaft von Hypo in der Women Handball Austria gespielt hatte, gehörte sie ab dem Sommer 2006 dem Kader der 1. Damenmannschaft an. Mit Hypo gewann sie in den folgenden Jahren stets das nationale Double. Weiterhin stand sie in der Saison 2007/08 im Finale der EHF Champions League. In der Saison 2010/11 lief sie für den deutschen Bundesligisten Thüringer HC auf. Nachdem Blazek auch mit dem THC das nationale Double gewonnen hatte, kehrte sie wieder zu Hypo Niederösterreich zurück. Neben dem alljährlichen Double gewann sie zusätzlich in der Saison 2012/13 den Europapokal der Pokalsieger.
Blazek schloss sich im Jahr 2013 der neuformierten französischen Spielgemeinschaft Union Mios Biganos-Bègles an, mit der sie in der Spielzeit 2013/14 bis ins Halbfinale des EHF Challenge Cup vorstieß. Daraufhin unterschrieb sie einen Vertrag beim ungarischen Erstligisten MTK Budapest. Ein Jahr später wechselte Blazek zum norwegischen Erstligisten Molde HK. Nachdem Blazek im folgenden Jahr mit Molde abgestiegen war, schloss sie sich dem rumänischen Erstligisten SCM Râmnicu Vâlcea an. Nachdem Blazek mit SCM Râmnicu Vâlcea zu Saisonbeginn 2018/19 den rumänischen Supercup gewonnen hatte, endete die Saison mit dem Gewinn der rumänischen Meisterschaft. Daraufhin wechselte sie zum Ligakonkurrenten SCM Gloria Buzău. Im Sommer 2020 kehrte Blazek zum Thüringer HC zurück. Im Januar 2022 verließ sie vorzeitig den Verein.
Blazek schloss sich im Sommer 2022 erneut Hypo Niederösterreich an. Mit Hypo gewann sie 2023, 2024 und 2025 die österreichische Meisterschaft sowie 2023, 2024 und 2025 den österreichischen Cup. Nach der Saison 2024/25 beendete sie ihre aktive Karriere.

### In der Nationalmannschaft
Blazek bestritt am 26. Mai 2004 ihr erstes Länderspiel für die österreichische Nationalmannschaft. Ihr erstes großes Turnier war die Weltmeisterschaft 2005, bei der sie jedoch nur wenige Spielanteile erhielt. Weiterhin nahm sie für Österreich an der Europameisterschaft 2006, an der Weltmeisterschaft 2007, an der Europameisterschaft 2008, an der Weltmeisterschaft 2009 und an der Weltmeisterschaft 2023 teil.